# Studienkreis Film

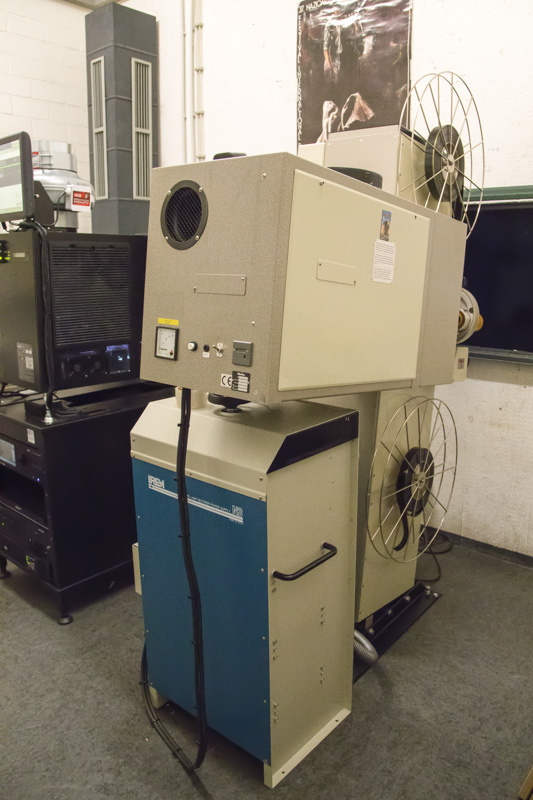
Kinoton FP 30 - 35-mm-Film-Projektor des SKF

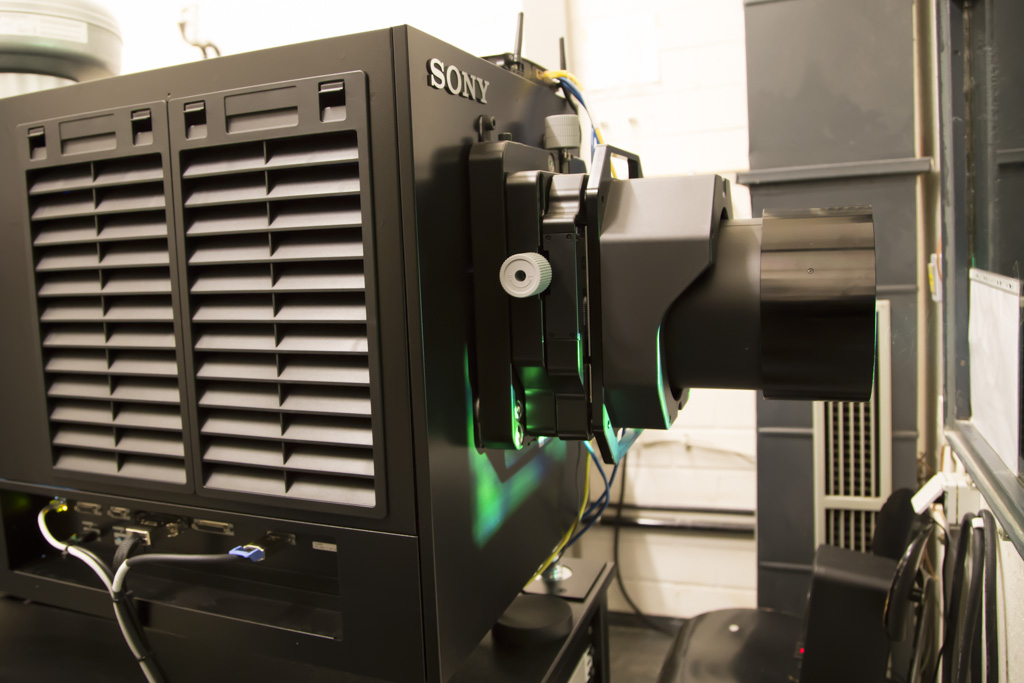
Sony SRX-R515P - digitaler Film-Projektor des SKF

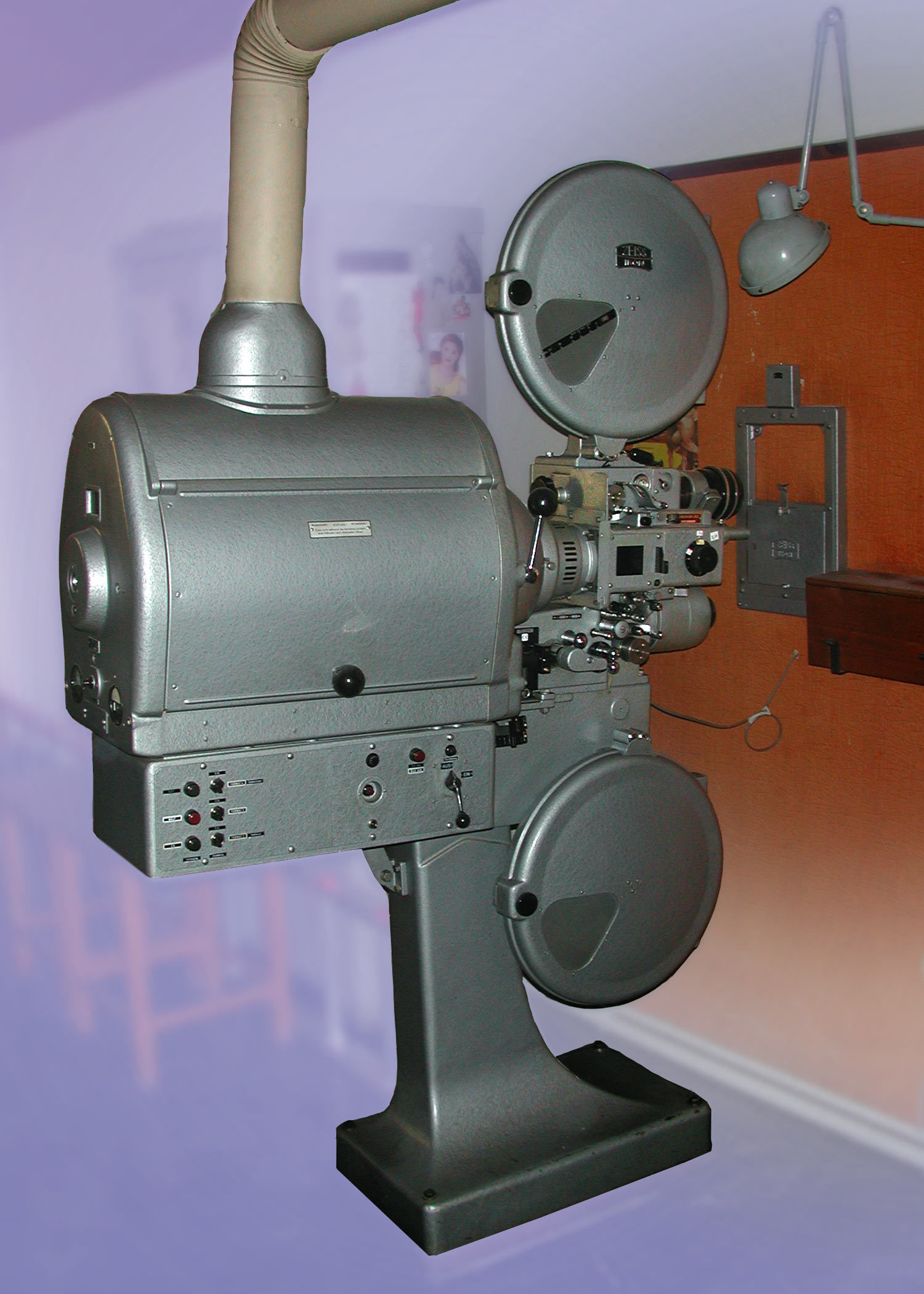
Bis zum Frühjahr 2013 hatte der SKF 2 dieser „Ernemänner“, die von den oben gezeigten abgelöst wurden

Der Studienkreis Film (SKF) wurde 1966 an der Ruhr-Universität Bochum gegründet und gilt als einer der ältesten studentischen Filmclubs Deutschlands. Daneben hat er sich als Bestandteil der nordrhein-westfälischen Kulturszene etabliert. Seit 1966 gestalten Studenten jedes Semester in finanzieller Eigenregie ein Kinoprogramm. Der SKF realisierte mit verschiedenen universitären und studentischen Institutionen Filmreihen oder die Präsentation von Filmen in Ergänzungen zu bestimmten Veranstaltungen.

## Mitglieder
Der SKF wird durch freiwillige Mitglieder betrieben, die oftmals an der Ruhr-Universität Bochum studiert haben und dadurch den Verein kennen gelernt haben. Während ursprünglich nach der Vereinssatzung nur Studenten als Mitglieder zugelassen waren, sind heute auch Mitglieder von Abseits der Universitäten erwünscht. Um Mitglied zu werden, muss sich nur bei den Mitgliedern vorgestellt werden und Interesse bekundigt werden. Mitglieder genießen die Vorteile des freien Eintritts und von günstigeren Getränken und Snacks und müssen sich lediglich durch das Leisten von Diensten dazu qualifizieren mit an der Programmauswahl abstimmen zu dürfen.
Neben den regulären Mitgliedern werden vereinsüblich bestimmte Posten vergeben, die sich um die unterschiedlichen Aspekte der Verwaltung kümmern.

## Bibliothek
Der Studienkreis Film besaß bis 2019 eine Bibliothek mit einem umfangreichen Zeitschriftenarchiv. Dort wurden Publikationen aller Art gesammelt und kostenlos zugänglich gemacht. Dabei fanden sich auch zahlreiche seltene und längst vergriffene Schriften über das Filmhandwerk. Durch eine Änderung der Raumzuteilung an der Ruhr-Universität Bochum, musste die Bibliothek ab 2018 langsam aufgelöst werden, da für sie keine Räumlichkeiten mehr gestellt werden konnten. Die gesammelten Schriften wurden teilweise an Interessenten verschenkt und zu einem Großteil an andere Bibliotheken gespendet. Auch das Poster-Archiv wurde in einer großen Aktion am 14. November 2018 aufgelöst, indem die Poster auf dem Universitätscampus verschenkt wurden. Seitdem plant der SKF, die jährlich von den Film Verleihen gesendeten Poster regelmäßig zu verschenken, was sie auf ihren social media Kanälen ankündigen.

## Kooperationen und Sonderveranstaltungen
Neben den regelmäßigen Vorführungen veranstaltet der SKF Vorträge, Symposien und Sonderveranstaltungen. Bekannte Regisseure, Filmwissenschaftler oder Autoren waren schon an der Ruhr-Universität zu Gast, so z. B. Tom Tykwer, Matthias Müller, Georg Seeßlen oder Hellmuth Costard.
Der Studienkreis Film arbeitet mit anderen Institutionen zusammen, um das Medium Film an der Universität zu fördern. So unterstützt er das Türkische Filmfestival, die Filmveranstaltungen der Roten Ruhr-Uni, und vergab ab 1999 auf dem Bochumer Videofestival bis zu dessen Einstellung 2011 einen Sonderpreis, den sogenannten „Stuffi“.
Der SKF engagiert sich durch vielfältige Kooperationen, u. a. 2009 BoRorossia, 2009 Kooperation anlässlich des Jahres der Astronomie mit Susanne Hüttemeister vom Planetarium Bochum (Film: CONTACT mit Vortrag), 2010 mit Ralph Tollrian, dem Leiter des Lehrstuhls für Evolutionsökologie und Biodiversität der Tiere an der Fakultät für Biologie und Biotechnologie (Film: UNSERE OZEANE mit Vortrag und Diskussion), 2010 Kooperation mit der Amnesty International Hochschulgruppe und der AG Menschenrechte der Fakultät Medizin (Film: WÜSTENBLUME mit Vortrag und Diskussion), alljährlich bei dem Sommerfest der Ruhr-Uni-Bochum (mit kostenlosem Kinderfilm + Abendfilm). Regelmäßig finden zusammen mit dem Projekt „RUB bekennt Farbe“ Kooperationen statt, bei denen Filme gezeigt werden, die sich mit Toleranz-Themen wie Rassismus und Homophobie beschäftigen. Damit positioniert der SKF sich politisch im linken Spektrum. 2018 fand außerdem die erste Kooperation mit UNICEF statt, die in den weiteren Semestern bis heute weitergeführt werden sollte. Bei Kooperationspartnern dieser Art spendet der SKF üblicherweise die Einnahmen an den Kooperationspartner.

## Publikationen
Die wissenschaftliche Auseinandersetzung mit dem Medium Film betreibt der SKF mit der Veröffentlichung von Publikationen. Zu den wichtigsten zählen hierbei „Sexualität im Film“, „Peter Lilienthal“, „Rosa von Praunheim“, „Peter Greenaway“, „Hal Hartley“ und „Feuer an der Ruhr“. Im Jahr 1998 gab er sein erstes Buch heraus: „Um sie weht der Hauch des Todes“ ist eine Zusammenstellung von Texten über das Genre des Italowestern mit einer ausführlichen, wenn nicht gar kompletten, Filmografie.

## Praktika
Seit 2009 haben Studenten die Möglichkeit, im Rahmen des sogenannten Optionalbereichs der Ruhr-Universität Bochum beim Studienkreis Film Praktika zu absolvieren. Inhaltliche Schwerpunkte dieser Praktika sind die Mitwirkung bei der Öffentlichkeitsarbeit und die Mitbetreuung der Vorstellungen. Praktikanten wird es immer ermöglicht, neue und eigene Ideen einzuführen und mit über die Programmauswahl zu diskutieren.